# São João dos Patos
São João dos Patos este un oraș în unitatea federativă Maranhão (MA), Brazilia.